# アルト・シェンク
アルト・シェンク（Adrianus ("Ard") Schenk、北ホラント州アンナ・パウロウナ出身、1944年9月16日 - ）は、オランダの元スピードスケート選手。スピードスケート史上、最高の選手の1人として認識されている。

## 略歴
1970年代初期からシェンクは国際的なスピードスケート競技大会に君臨した。彼の競技者としての戦歴は1972年に頂点を迎えた。札幌オリンピックでは（500mの転倒で4冠は逃したものの）3つの金メダルを獲得し、欧州選手権と世界オールラウンド選手権も制した。世界オールラウンド選手権では40年前のイバール・バラングルート (Ivar Ballangrud) 以来誰も成し得なかった、4つの距離全てに勝つという快挙を達成している。この年は世界スプリント選手権大会でも銅メダルを獲得した。このシーズンの終りには、500mを除く全ての世界記録保持者になっていた。翌1973年、他の著名なスピードスケート選手数人と共にプロに転向。プロのサーキットを2年間転戦した後、シェンクは30歳という比較的若い年齢で現役を引退した。
彼は18回世界記録を更新している。これは彼以前には誰も成し遂げていない偉業であったが、後にグンダ・ニーマン＝シュティルネマンが達成している。彼は10000mで初めて15分を切り、1500mを初めて2分未満で滑ったスケーターである。彼はまた1000mで1分19秒を切り、低地のリンクにおいて1分20秒を切った最初の選手でもある。1972年の札幌オリンピックに1000mがあったとしたら、シェンクは絶対的な金メダルの本命であった。彼は世界スプリント選手権に6回出場した内、1000mでは5回優勝している（最初の2回は、ISUスプリント選手権と呼ばれていた）。

## 戦績
- 1966年 欧州選手権
- 1968年 冬季オリンピック 銀メダル
- 1970年 世界オールラウンド・欧州選手権
- 1971年 世界オールラウンド選手権
- 1972年 世界オールラウンド・欧州選手権、冬季オリンピック 3つの金メダル
- 1973年 世界プロフェッショナル選手権

### 選手権成績
| Championships            | 金メダル | 銀メダル | 銅メダル |
| オランダ選手権           | 3        | 4        | 1        |
| 欧州選手権               | 3        | 1        | 0        |
| 冬季オリンピック         | 3        | 1        | 0        |
| 世界オールラウンド選手権 | 3        | 2        | 2        |
| 世界スプリント選手権     | 0        | 0        | 2        |

## 世界記録
競技生活を通して、シェンクは18回世界記録を更新した。
| 距離          | 記録    | 日付          | 場所       |
| ------------- | ------- | ------------- | ---------- |
| 1500 m        | 2:06.2  | 1966年1月26日 | ダボス     |
| 3000 m        | 4:26.2  | 1966年1月29日 | インツェル |
| 1500 m        | 2:05.3  | 1966年1月30日 | インツェル |
| 3000 m        | 4:18.4  | 1967年2月25日 | インツェル |
| 1000 m        | 1:20.6  | 1967年2月28日 | インツェル |
| 1000 m        | 1:20.6  | 1968年2月5日  | ダボス     |
| 3000 m        | 4:12.6  | 1971年1月15日 | ダボス     |
| 1500 m        | 1:58.7  | 1971年1月16日 | ダボス     |
| 4距離総合得点 | 171.317 | 1971年1月31日 | オスロ     |
| 10000 m       | 15:01.6 | 1971年2月14日 | ヨーテボリ |
| 4距離総合得点 | 171.130 | 1971年2月14日 | ヨーテボリ |
| 1000 m        | 1:18.8  | 1971年2月20日 | インツェル |
| 5000 m        | 7:12.0  | 1971年3月13日 | インツェル |
| 10000 m       | 14:55.9 | 1971年3月14日 | インツェル |
| 4距離総合得点 | 168.248 | 1971年3月14日 | インツェル |
| 3000 m        | 4:08.3  | 1972年3月2日  | インツェル |
| 5000 m        | 7:09.8  | 1972年3月4日  | インツェル |
| 4距離総合得点 | 167.420 | 1972年3月5日  | インツェル |

## 自己ベスト
比較のため「WR」のカラムにはシェンクが自己記録を更新した時点の公認世界記録をリストしている。また彼が更新した世界記録はしばしば自分自身のものであるため、「AE」のカラムにはその時点で他の選手が記録していた最速タイムをリストしている。
| 距離          | 記録    | 日付          | 場所       | WR      | AE      |
| ------------- | ------- | ------------- | ---------- | ------- | ------- |
| 500 m         | 38.9    | 1971年1月15日 | ダボス     | 38.46   | 38.46   |
| 1000 m        | 1:18.8  | 1971年2月20日 | インツェル | 1:19.2  | 1:19.2  |
| 1500 m        | 1:58.7  | 1971年1月16日 | ダボス     | 2:01.9  | 2:01.9  |
| 3000 m        | 4:08.3  | 1972年3月2日  | インツェル | 4:12.6  | 4:15.7  |
| 5000 m        | 7:09.8  | 1972年3月4日  | インツェル | 7:12.0  | 7.13.2  |
| 10000 m       | 14:55.9 | 1971年3月14日 | インツェル | 15:01.6 | 15:03.6 |
| 4距離総合得点 | 167.420 | 1972年3月5日  | インツェル | 168.248 | 170.648 |

シェンクはオールタイムベストで4距離総合得点166.241ポイントという記録を持っている。1966年1月13日から1967年2月27日まで、そして再度1971年2月13日から1976年3月19日まで、計6年と58日間トップを維持した。